# 60 mm moździerz M224
M224 – amerykański moździerz lekki kalibru 60 mm, stromotorowa broń używana do bezpośredniego wsparcia oddziałów lądowych.

## Historia
M224 został opracowany w firmie Watervliet and Picatinny w 1971 roku w celu zastąpienia starszych modeli lekkich moździerzy; pochodzącego z II wojny światowej moździerza L2 kal. 60 mm i nowszego M19 kal. 60 mm, od którego różni się dłuższą o 254 mm lufą. Modele, które miały zostać zastąpione, miały efektywny zasięg 2000 m. M224, który je zastąpił, używa nowszej dalekonośnej amunicji przy zachowaniu zdolności do strzelania starszymi typami amunicji. Do strzelania stosowane są naboje odłamkowo-burzące, oświetlające i dymne.
Zamek umożliwia strzelanie przy stałej, unieruchomionej iglicy lub z wykorzystaniem mechanizmu odpalającego. Jest wyposażony w dalmierz laserowy.

## Dane taktyczno-techniczne
- masa – 21 kg
- zasięg maksymalny – 3490 m
- zasięg minimalny – 70 m
- szybkostrzelność maksymalna – 30 pocisków na minutę
- obsługa – 3